# Joseph Guillaume
Pour les articles homonymes, voir Guillaume.
Joseph Guillaume, né le 31 décembre 1756 à Châlons-sur-Marne et mort le 24 mai 1830 à Paris, est un général français de la Révolution et de l’Empire.

## Biographie
Né en 1756 à Châlons, Joseph Guillaume est le fils de Jean François Guillaume, maître perruquier et d'Anne Marie Prignet. Il est le petit-fils de Claude Prignet, pâtissier privilégié du roi à Paris et de Marie Jeanne Tureau de la Martinière.
En 1802, il épouse à Commugny, en Suisse, Elisabeth Françoise de Bruël, apparentée au professeur de physique et recteur de l'académie de Lausanne, Jean Samuel François (1744-1800). Il décède à la survivance de son épouse le 24 mai 1830 à l'âge de 73 ans, à son domicile situé 38 rue de la Culture Sainte-Catherine, dans le 3e arrondissement de Paris, actuelle rue de Sévigné.
Né en 1804 à Coppet, dans le canton de Vaud, son fils aîné, François Victor Emmanuel Guillaume, devient directeur de l'école départementale d'architecture de Volvic de 1832 à 1840. Son fils cadet, Louis Scipion Guillaume, né en 1807 au n°6 rue Gît-le-Cœur à Paris, est sculpteur et l'un des inventeurs du « plâtre-stuc » en 1842.

## États de service
Joseph Guillaume entre en service le 30 avril 1773, comme soldat au régiment d’Angoulême infanterie, il devient caporal le 18 septembre 1780, sergent le 27 février 1782, fourrier écrivain le 7 novembre 1783, sergent-major le 1er mars 1784, et il obtient son congé absolu le 14 janvier 1785.
Il reprend du service le 10 août 1789, au régiment du Maréchal de Turenne, il passe caporal fourrier le 27 octobre 1791, et reçoit son congé le 11 novembre 1791.
Le 8 septembre 1792, il est nommé adjudant-major au 4e bataillon de volontaires du Calvados, il sert sous Custine à l’armée du Rhin, puis à la défense de Mayence en 1793, et en Vendée le 17 août de la même année. Le 22 septembre 1793, il est nommé provisoirement adjudant-général, et le 13 janvier 1794, il repousse Charrette à Legé.
Le 17 avril 1794, il est promu général de brigade provisoire à l’armée de l’Ouest, et il est destitué en août 1794, puis il est relevé de sa suspension le 25 mars 1796, sans réintégration. Il est mis en congé de réforme avec le grade de capitaine le 19 avril 1799.
Le 24 juin 1800, il est employé comme général de brigade à la 2e armée de réserve, et le 31 juillet il est affecté à la 2e division du général Baraguey d’Hilliers. Le 5 octobre 1800, il commande la 1re brigade de la 1re division de l’armée des Grisons, et le 22 décembre 1801, il est nommé sous inspecteur aux revues de 3e classe. Le 22 décembre 1801, il est affecté dans la 7e division militaire, puis le 21 juin 1802, en Helvétie. Le 8 décembre 1802, il est destitué pour avoir fait un emprunt de 1 500 francs dans la caisse de la 22e demi-brigade d’infanterie légère.
En mai 1808, il est arrêté pour avoir conspiré contre le gouvernement avec le général Malet, et enfermé à la prison de la Force. En mai 1809, il est envoyé en résidence surveillé à Genève, puis le 21 novembre 1812, il est laissé en liberté à la condition de ne pas s’approcher de Paris à moins de 40 lieues. Le 1er janvier 1814, il offre ses services à la Russie, et en mars 1814, il est employé comme agent du comte d’Artois auprès d’Augereau à Lyon.
Lors des Cent-Jours, il offre ses services à Napoléon.

## Sources
- Georges Six, Dictionnaire biographique des généraux & amiraux français de la Révolution et de l'Empire (1792-1814), Paris : Librairie G. Saffroy, 1934, 2 vol., p. 542-543
- Côte S.H.A.T.: 20 YD 57
- (en) « Generals Who Served in the French Army during the Period 1789 - 1814: Eberle to Exelmans »
- Jean Tulard, Joseph Fouché, Fayard, Paris, 1998.
- Jean-Luc Quoy-Bodin, L'armée et la Franc-maçonnerie au déclin de la monarchie sous la Révolution et l'Empire, Économica, 1987, p. 210.